# Всемирная лига сексуальных реформ

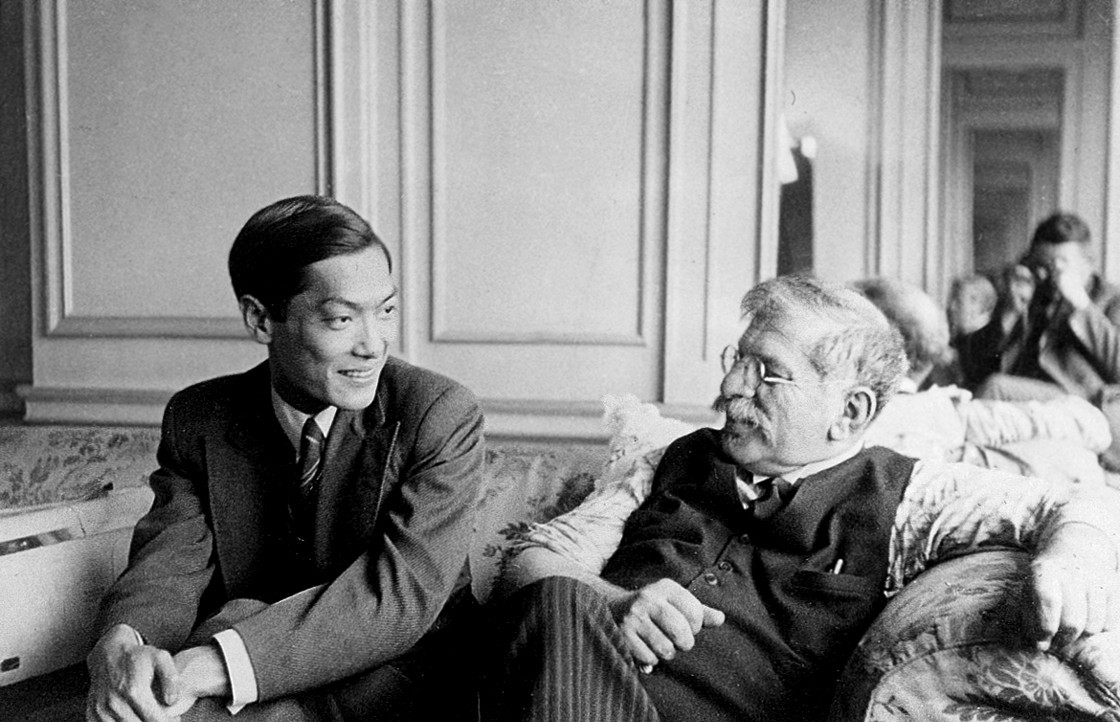
Магнус Хиршфельд (справа) со своим партнёром, китайским врачом Тао Ли

Всемирная лига сексуальных реформ (нем. Weltliga für Sexualreform) — международная организация, существовавшая с 1921 года по 1935 год и ставившая перед собой целью «проведение реформ в вопросах секса».

## История
В 1921 году Магнус Хиршфельд вместе с основанным им Институтом сексуальных наук организовал «Первую научную конференцию реформирования в вопросах секса на основе исследований сексологии», что привело к образованию Лиги. Лига проводила конгрессы также в Копенгагене (1928 год), Лондоне (1929 год), Вене (1930 год), Брно (1932 год).
Организация выступала за равноправие женщин, свободу заключения брака и развода, распространение безвредных противозачаточных средств (в противовес абортам), декриминализацию абортов, защиту внебрачных детей, терпимость к геям и лесбиянкам и реформирование существующего законодательства по отношению к сексуальным меньшинствам (декриминализацию всех добровольных половых отношений взрослых людей).
В 1929 году Хиршфельд председательствовал на третьем международном конгрессе, проходившем в лондонском концертном зале Уигмор-Холл. Английский сексолог Норман Хэйер был секретарем и организатором мероприятия. Речь Хиршфельда была высоко оценена присутствующими как «речь выдающегося пионера евгеники».
В мае 1933 года нацисты разгромили Институт сексуальных наук в Берлине, бывший главным центром Лиги, из-за ненависти к открытому гомосексуалу Хиршфельду и его коллегам. В 1935 году Хиршфельд умер в эмиграции во Франции, а организация из-за преследования в Германии была распущена. Английское отделение продолжало свою работу ещё некоторое время.

С Лигой Хиршфельда сотрудничали некоторые крупные фигуры из СССР: в частности, на лондонском конгрессе выступила Александра Коллонтай, а так и не состоявшийся пятый конгресс организации планировалось провести в Москве. Свидетельством известности лиги в определённых советских кругах служит диалог Паниковского и Бендера в романе И. Ильфа и Е. Петрова «Золотой телёнок» (1931, писался с 1928 года):
— Отдайте мне мои деньги, — шепелявил он, — я совсем бедный! Я год не был в бане. Я старый. Меня девушки не любят.
— Обратитесь во Всемирную лигу сексуальных реформ, — сказал Бендер. — Может быть, там помогут.